# Lázně Letiny (zámek)
Lázně Letiny jsou komplex lázeňských budov ve stejnojmenné osadě obce Letiny v okrese Plzeň-jih. Součástí areálu býval také zámek ze 17. století, jehož hlavní budova byla roku 1888 zbořena. Areál je chráněn jako kulturní památka ČR.

## Historie
Zámek nechal postavit kolem roku 1700 rytíř Břeněk nebo rytíř Rudolf Pikart z Grünthálu. Ve vlastnictví rodu byly Letiny od poloviny 17. století. Roku 1766 ho nechali Morzinové přestavět na lázeňský dům. V té době byl součástí panství Dolní Lukavice. V letech 1794–1945 jej vlastnili Schönbornové. Po druhé světové válce sloužil do osmdesátých let 20. století jako doléčovací ústav plzeňské Škodovky a později zde fungovala jídelna lázeňského domu Labe. V roce 1988 byl při úpravách lázeňského komplexu zámek zbořen.

## Stavební podoba
Šlo o jednopatrovou budovu obdélníkového půdorysu se středním rizalitem, jenž byl zakončen tympanonem a erbem Schönbornů. Od roku 1901 nesla budova název Staré lázně. V roce 1770 byla nedaleko zámku postavena kaple svatého Vintíře, která stála nad studánkou s léčivou vodou. Dochovaná kaple vznikla v roce 1856, roku 1896 byla rozšířena.